# 長久寺 (行田市)
長久寺（ちょうきゅうじ）は、埼玉県行田市にある真言宗智山派の寺院である。山号は応珠山。院号は擁護院。本尊は大日如来。

## 歴史
この寺の詳細な創建時期については不明であるが、武蔵国忍城主成田顕泰の開基、通伝の開山により創建され、以後成田氏の祈願寺となった。1592年（文禄元年）忍城主となった松平忠吉の帰依を受け、1600年（慶長5年）忠吉が尾張国清洲城へ移ると、当時の住職重敒を清洲に迎えて同名の寺院を建立している。その後この寺は、江戸時代に入り徳川家康から寺領を与えられ、新義真言宗の学問所が設置された。

## 文化財
- 公孫樹 - 行田市指定天然記念物[2]